# Gananoque
Gananoque är en ort i Kanada.   Den ligger i provinsen Ontario, i den sydöstra delen av landet, 130 km söder om huvudstaden Ottawa. Gananoque ligger 84 meter över havet och antalet invånare är 5 458.
Terrängen runt Gananoque är platt. Runt Gananoque är det ganska glesbefolkat, med 22 invånare per kvadratkilometer.. Det finns inga andra samhällen i närheten. 